# Cellio
Cellio es una localidad situada en el municipio de Cellio con Breia, en la provincia de Vercelli, Piamonte, Italia.
Fue un municipio independiente hasta el 1 de enero de 2018, en que se fusionó con Breia.

## Evolución demográfica
| Gráfica de evolución demográfica de Cellio entre 1861 y 2001 |
|                                                              |
| Fuente: ISTAT - Elaboración gráfica de Wikipedia             |